# Schloss Waldthausen

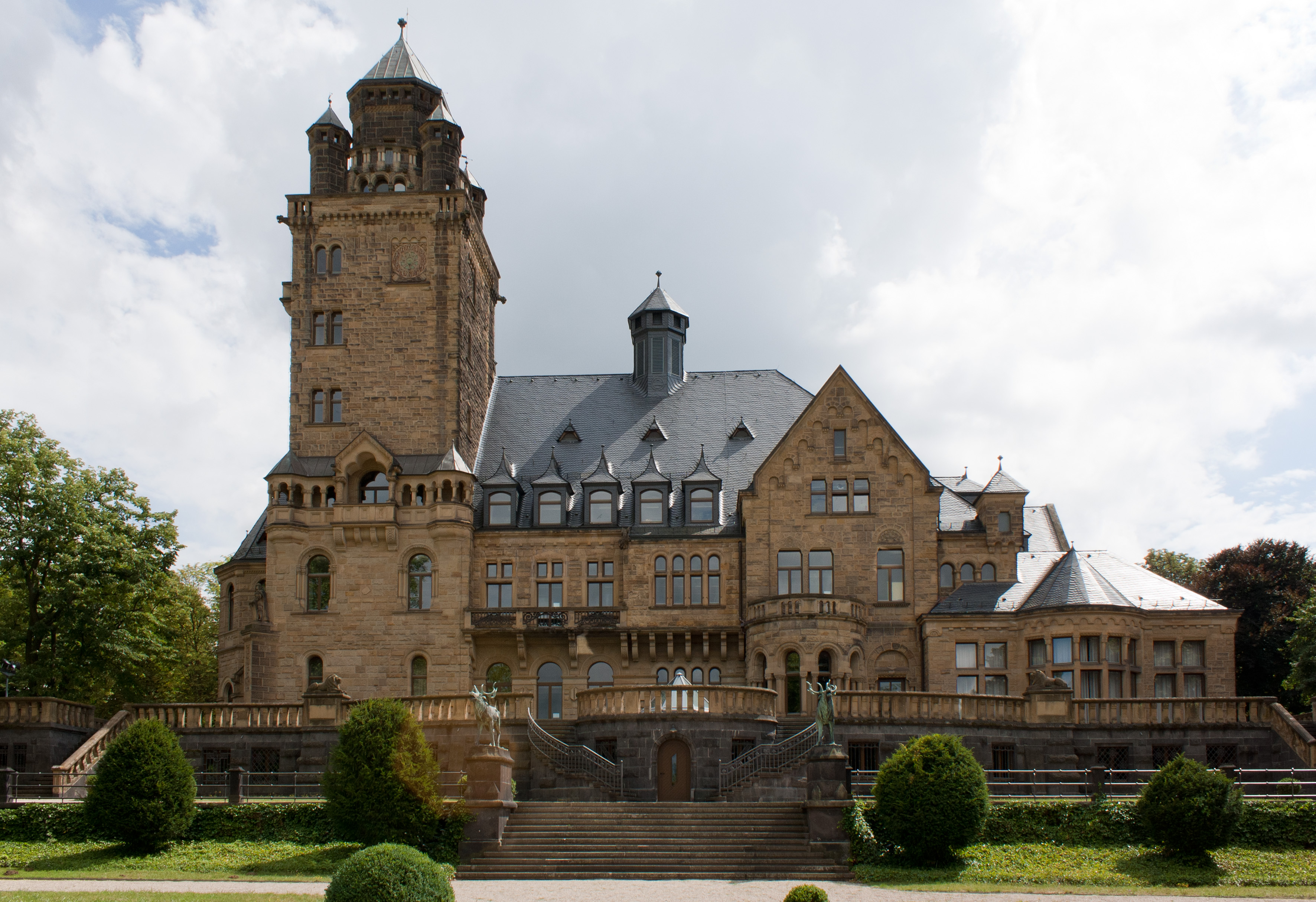
Schloss Waldthausen von der Gartenseite

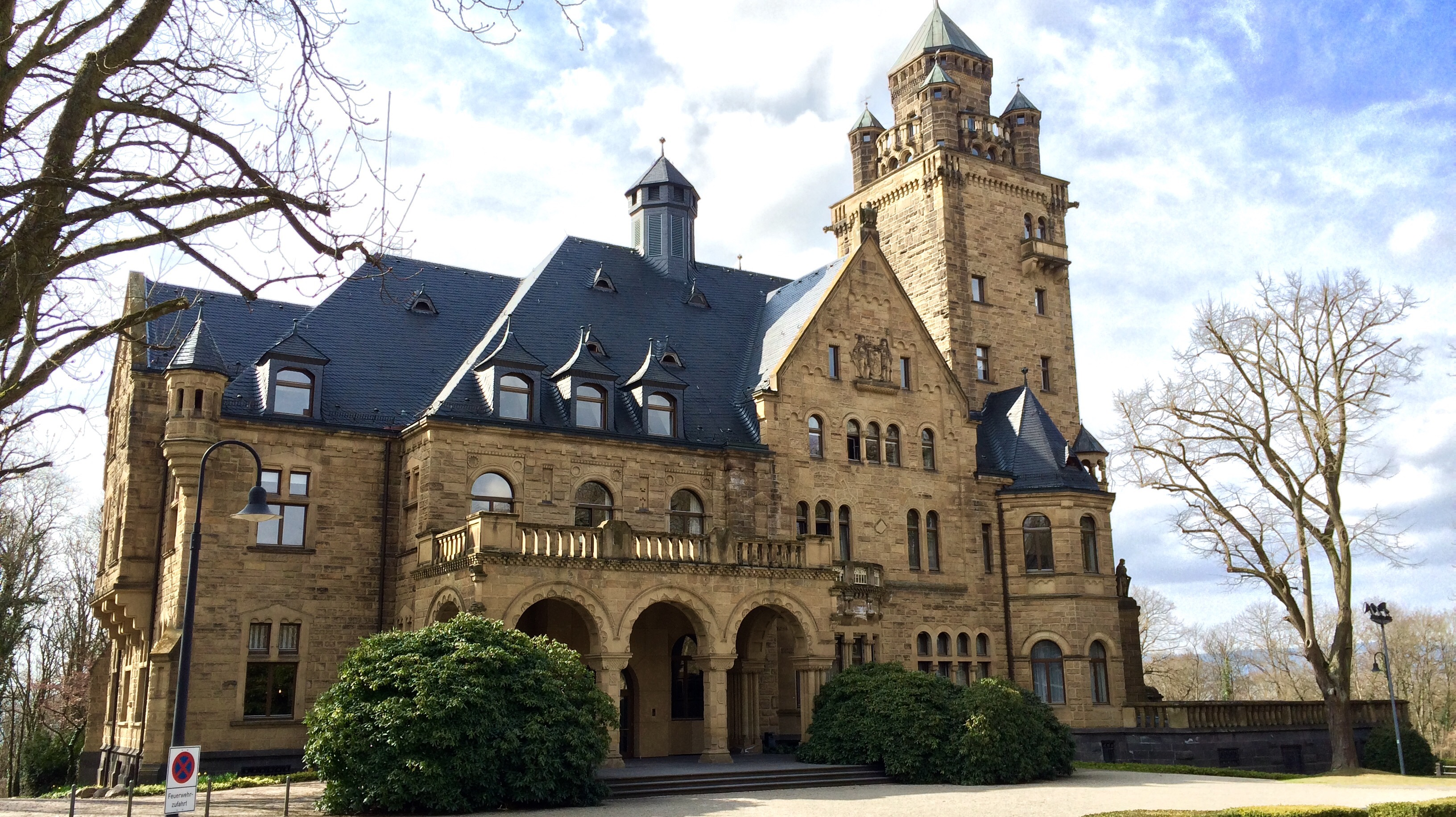
Schloss Waldthausen von der Straßenseite

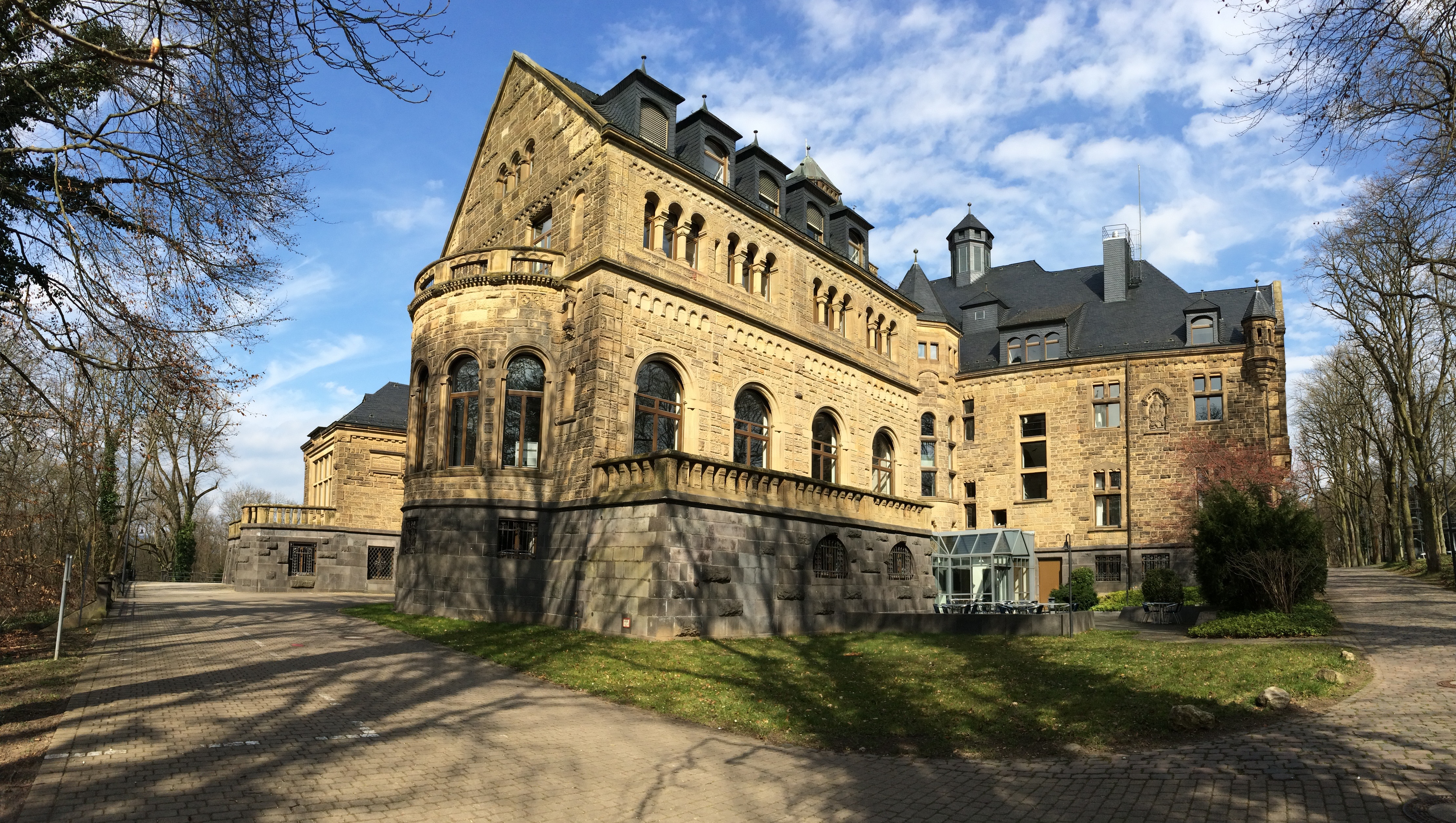
Schloss Waldthausen Rückansicht

Schloss Waldthausen ist eine repräsentative Villa im Lennebergwald zwischen Mainz und Budenheim im Landkreis Mainz-Bingen in Rheinland-Pfalz. Die Villa und einige Nebengebäude wurden zwischen 1908 und 1910 im Auftrag von Freiherr Martin Wilhelm von Waldthausen (1875–1928) vom Architekten Hans Bühling errichtet. Architektonisch ist die Schlossvilla im Stil eines staufischen Palastgebäudes gehalten und sie hat einen markanten, bergfriedartigen Vierkantturm.

## Geschichte

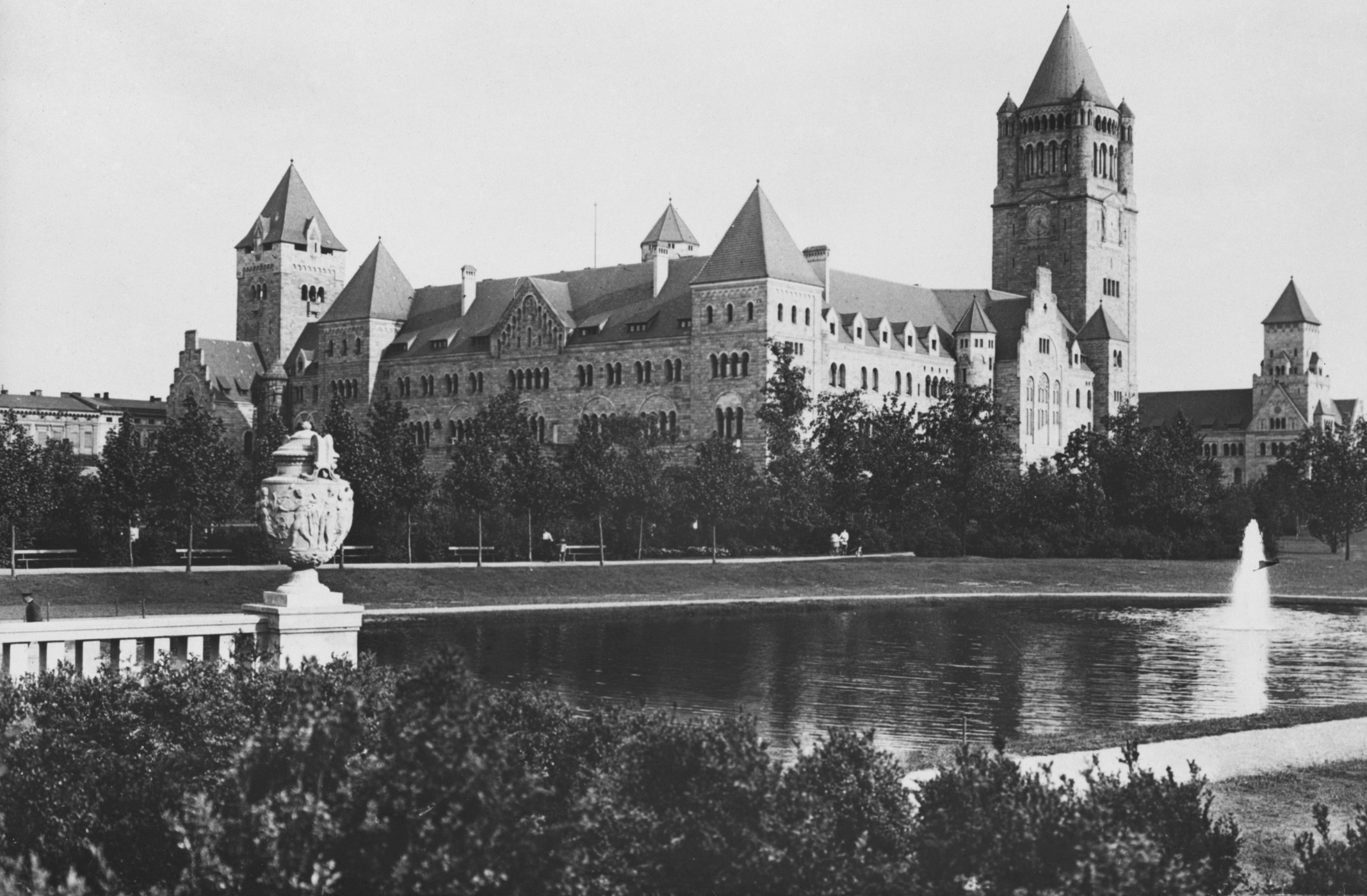
Das zeitgleich entstandene Vorbild, das Residenzschloss Posen.

### Bauzeit
Der Bauherr von Schloss Waldthausen, Martin Wilhelm von Waldthausen, stammte aus der angesehenen Essener Patrizier- und Industriellenfamilie Waldthausen und war Rittmeister eines in Mainz stationierten Husarenregiments. Er beschloss 1907, im Lennebergwald bei Budenheim auf einem markanten Bergrücken über dem linken Rheinufer für sich und seine Familie eine schlossartige Villa bauen zu lassen. Ein Motiv für die auffallend prunkvolle Ausführung des Baus soll von Waldthausens Geltungsdrang gegenüber dem deutschen Kaiser Wilhelm II. gewesen sein, der zeitgleich verschiedene Schlossprojekte verwirklichen ließ: den Neubau der Hohkönigsburg (1901–1908), die Renovierung der Ordensburg Marienburg (1896 bis 1918) sowie nach deren Vorbild die Errichtung der Marineschule Mürwik (1907–1910) für die Marine. Von 1905 bis 1913 ließ der Kaiser zudem noch das Residenzschloss Posen bauen. Nach eben diesem Vorbild in Posen, soll von Waldthausen seinen Architekten Hans Bühling angewiesen haben, sollte die Villa entstehen.
1908 kaufte von Waldthausen für gut 161.000 Mark von der Gemeinde Budenheim rund 95 Hektar im Lennebergwald. Die Bauarbeiten für die Villa begannen noch im Dezember desselben Jahres. Bereits im Januar 1910 war sie fertig – ebenso wie ein Maschinengebäude mit Werkstatt, ein Pförtnerhaus, ein Stallgebäude, eine Wagenhalle, eine Waschküche sowie Wohngebäude für Personal. Schloss Waldthausen ist architektonisch einem staufischen Palastgebäude nachempfunden und wird von einem bergfriedartigen Vierkantturm gekrönt. Die gesamte Anlage ist mit ihrem historisierenden Baustil charakteristisch für die Spätphase des Deutschen Kaiserreichs.
Nicht nur die Gebäude wurden prunkvoll gestaltet, sondern auch die Inneneinrichtung des Gebäudes. Zahlreiche Handwerksbetriebe in Mainz und Rheinhessen profitierten vom Bau und der Innenausstattung von Schloss Waldthausen. An der Rodung des Baugrundstücks, der Schaffung eines weitläufigen Parks und der Gestaltung eines großen terrassierten Schlossgartens mit Fischteich waren mehrere Gärtnereien beteiligt. Die Gesamtkosten für die Anlage sollen die für die damalige Zeit sehr hohe Summe von 18 Millionen Mark erreicht haben.
1913 erwarb von Waldthausen in der näheren Umgebung noch weitere Teile des Lennebergwaldes, damit sein Anwesen von außen nicht mehr eingesehen werden konnte. Hierzu gehörte auch das um 1840 errichtete Forsthaus „Ludwigshöhe“, das sich zu einem beliebten Ausflugslokal entwickelt hatte. Der Freiherr ließ das Forsthaus abreißen und neben den beiden Wendelinuskapellen im Lennebergwald wieder aufbauen. Bereits 1914 mit Beginn des Ersten Weltkriegs verließen er und seine Familie jedoch Deutschland und lebten fortan in der Schweiz und in Liechtenstein. Der Freiherr hat seine Villa nie wieder besucht.

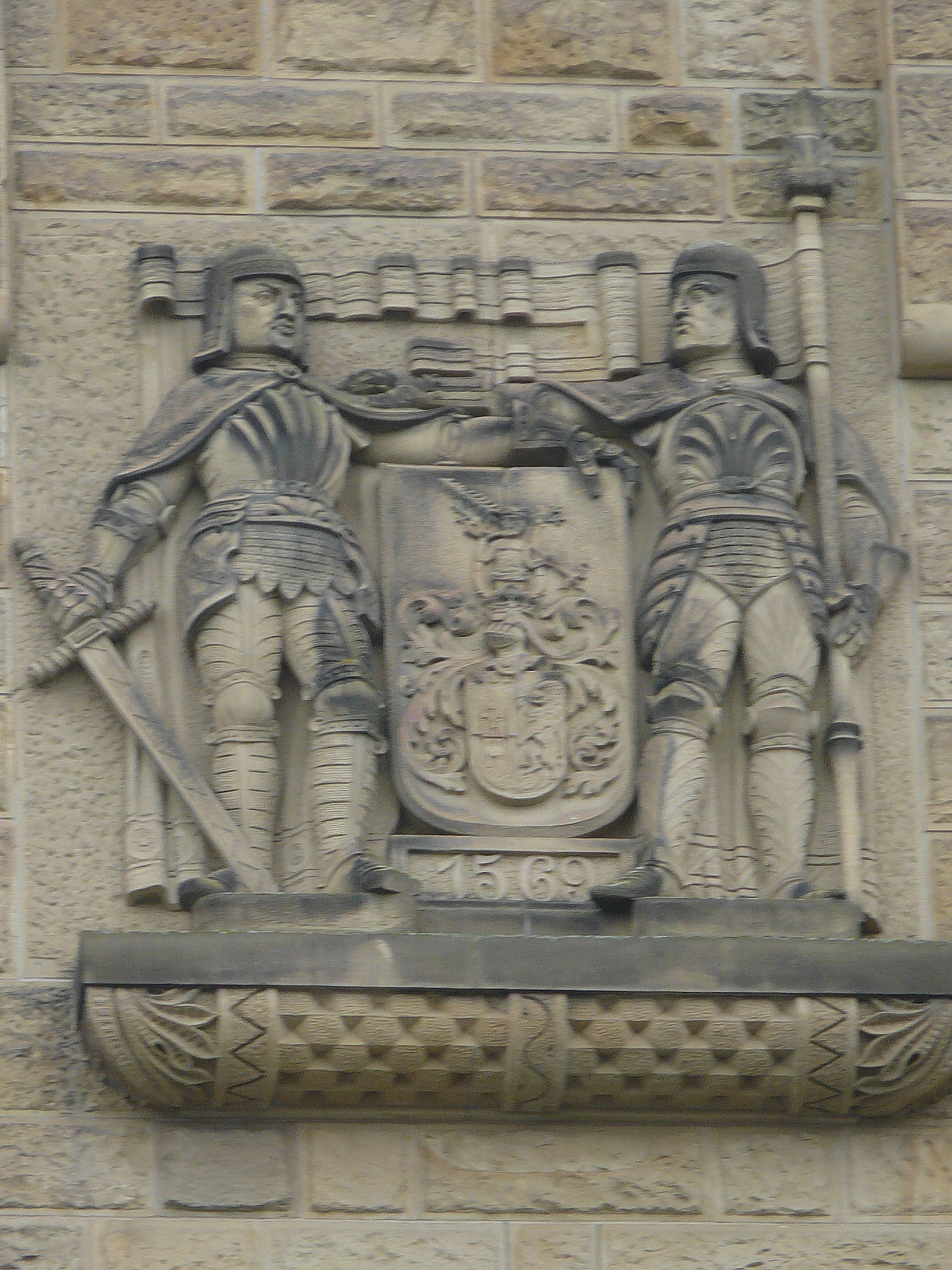
Wappen der Familie von Waldthausen an der Eingangsfassade

### Zeit nach dem Ersten Weltkrieg
Nach Ende des Ersten Weltkriegs wurden 1919 kurzzeitig französische Truppen in Schloss Waldthausen einquartiert. Sie räumten die Anlage aber noch im selben Jahr wieder, nachdem von Waldthausen mit diplomatischer Unterstützung durch die Schweiz ein Ende der Einquartierung erreicht hatte.
Nach dem Tod von Martin Wilhelm von Waldthausen (1928) und seiner Frau Klara (1940), verkauften die Erben im Januar 1941 die Villa samt Nebengebäuden und einem Großteil des Waldgeländes an die Nationalsozialistische Volkswohlfahrt. Während des Zweiten Weltkriegs wurden auf dem Anwesen im Rahmen der so genannten Kinderlandverschickung kriegsgefährdete Mütter und Kinder untergebracht.

### Zeit nach dem Zweiten Weltkrieg
Nach dem Zweiten Weltkrieg wurde Schloss Waldthausen zunächst von US-amerikanischen und dann von französischen Truppen beschlagnahmt. Der Militärgouverneur für die französische Besatzungszone in Deutschland, General Marie-Pierre Kœnig, ließ Schloss Waldthausen aufwändig zu seiner Residenz umbauen, konnte die Villa aber nicht mehr nutzen, weil er 1949 abberufen wurde.
Nach dem Abzug der Franzosen übernahm 1955 das Bundesvermögensamt das Anwesen. Von 1956 bis 1978 wurde es von der Bundesluftschutzschule genutzt, außerdem verwendete die Bundeswehr das Gelände für ein Nachschublager und für Übungen der ABC-Abwehrtruppen. 1978 erwarb die Stadt Mainz die Schlossvilla und das umliegende Gebiet, und die Nutzung durch die Bundeswehr lief aus. Schloss Waldthausen wurde unter Denkmalschutz gestellt, die gesamte Anlage zur Denkmalzone erklärt.
Im Dezember 1982 wurde das gesamte Anwesen dann an den Sparkassen- und Giroverband Rheinland-Pfalz mit damaligem Sitz Mainz verkauft, der die Schlossvilla renovierte und darin ab 1988 die Sparkassenakademie Rheinland-Pfalz als Bildungs- und Begegnungszentrum einrichtete. Zudem verlegte der Verband seinen Sitz und seine Verwaltung in einen im Schlosspark errichteten Neubau eines Bürogebäudes. Jedoch steht das Schloss sowie alle angrenzenden Gebäude der Sparkasse seit einigen Jahren leer. Lediglich ein Wachdienst befindet sich im Schloss, um das Gelände vor Vandalismus zu schützen.
Die Garten- und Parkanlagen um Schloss Waldthausen sind für die Öffentlichkeit frei zugänglich. Auch in der Villa selbst finden immer wieder öffentliche Veranstaltungen wie Ausstellungen, Lesungen und Konzerte statt.
Auf dem Gelände befindet sich auch ein Haus der International Police Association.